# تواریخ فردگار

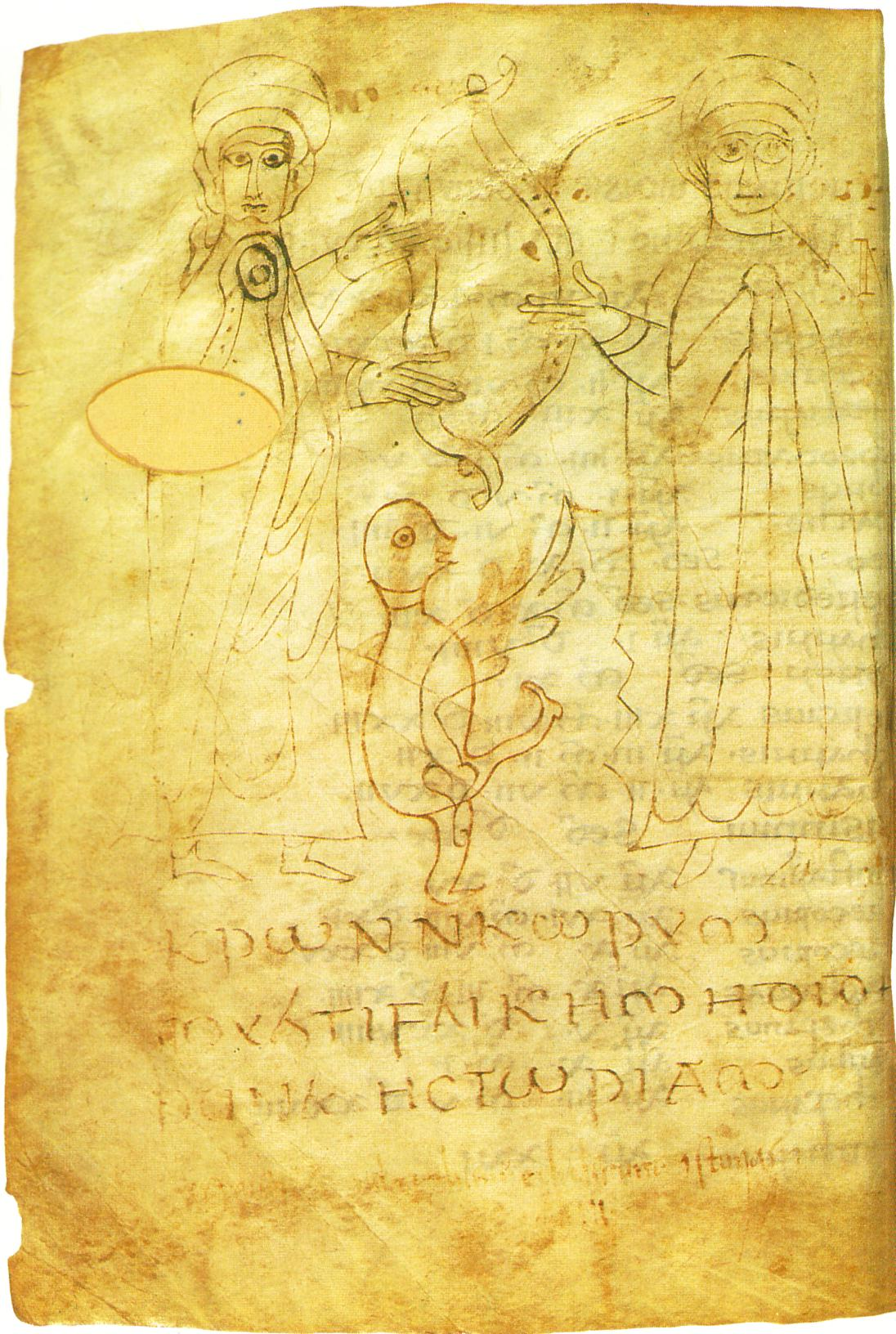
طراحی قلم از قدیمی‌ترین نسخه خطی که اعتقاد بر این است که اوزبیوس و ژروم، ۷۱۵ پس از میلاد را به تصویر می‌کشد.

تواریخ فردگار (انگلیسی: Chronicle of Fredegar) عنوان متعارفی است که برای یک وقایع‌نگاری فرانک‌ها قرن هفتم استفاده می‌شود که احتمالاً به زبان بورگونی نوشته شده‌است. نویسنده ناشناخته است و انتساب فردگار تنها به قرن شانزدهم بازمی‌گردد.